# Gyenes Gitta
Gyenes Gitta, Gottlieb Margit (Budapest, 1887. március 24. – Budapest, 1960. szeptember 25.) festőművész, grafikus. Gyenes Lajos építész testvére. Alkotásai számos korabeli kiállításon szerepeltek a porcelánfestészettől, formatervezésen át a festészetig. Kiemelkedő alkotásai a húszas-harmincas években készített art deco grafikái és festményei, melyek közül több a Magyar Nemzeti Galéria tulajdona. A Gyenes Irodalmi Szalon létrehozója. József Attila több verset is írt hozzá majd lányához.

## Életútja

### Ifjúkora, tanulmányai
Gottlieb Ferenc debreceni származású mérnök és Bettelheim Lujza leánya. Budapest kezdte művészeti tanulmányait Karlovszky Bertalannál, ezt követően Nagybányán, Bécsben, majd Rómában képezte magát tovább. A Könyves Kálmán Szalon, a Művészház és a Nemzeti Szalon kiállításain is bemutatta műveit. 1907. szeptember 1-jén Budapesten, a Józsefvárosban házasságot kötött Wallesz Jenő (Jakab) hírlapíróval.
1914-15-ben a San Franciscóban a Panama-csatorna megnyitásának alkalmából rendezett művészeti világkiállításon művével ezüstérmet szerzett.
Lánya visszaemlékezése szerint 1924 nyarán anyja a Városligetben egy barátnőjével sétálva elegyedett szóba két fiatalemberrel, akik közül az egyik a  19 éves József Attila volt. A költő 5 perc után szerelmet vallott a nála 18 évvel idősebb festőnőnek, mondván, „ő a hetedik szerelme”. Ezután sokszor megfordult a Gyenes családnál, amely során Gitta asszony játékos-évődő baráti viszonyt alakított ki költővel, valódi szerelmi viszonzás nélkül. A festőnő megfestette a költő portréját is, József Attila több verset írt hozzá. A következő években József Attila gyakran vendégeskedett Gittáéknál - aki ekkor érett szépség, vonzó művész volt -, többek között a lakásukon szervezett Gyenes Irodalmi Szalon keretében is, ahol ő, Kosztolányi, Karinthy, Kassák, Faludy, Tersánszky és mások olvasták fel írásaikat.

### A Gyenes Irodalmi Szalon
A húszas-harmincas években Gyarmat utca 2. alatti lakásuk művészeti és irodalmi szalonként vált ismertté Gyenes Irodalmi Szalon néven, mely vonzotta a fiatal írótehetségeket, akik itt olvasták fel egymásnak új írásaikat és élénk társasági életet éltek. Ebben szerepet játszhatott, hogy Gyenes Gitta nem csak művelt, de vonzó, szép asszony is volt, majd pedig lánya, az elbűvölő szépségű Wallesz Luca is tizenéves korától aktív szereplőjévé vált a családi irodalmi szalonnak. A férj, Wallesz Jenő „nem állhatta” a fiatal írókat, ezért a szalon általában 16 óra után kezdődött, amikor a férj munkáit intézendő távozott otthonról.  A szalon felolvasóestjeinek központi alakjai voltak József Attila, Kosztolányi Dezső, Karinthy Frigyes, Faludy György, Kassák Lajos és Tersánszky Józsi Jenő. A leggyakoribb vendég József Attila volt, mintegy négy esztendeig szinte napi vendég volt Gyenesék zuglói lakásán. József Attila Gyenes Gittához írta 1924-ben, aktív kapcsolatuk idején a Nyár volt és a  Miért hagytál el, hogyha kívánsz, majd 1936-ban emlékező jelleggel Az a szép, régi asszony című versét.
Amit most mondok, Wallesz Lucától tudtam meg. A szomszédos ház itt a Mexikói út 54. A második emeleti lakásba lépett be József Attila 1924 decemberében. Walleszék akkor ott laktak. Gyenes Gitta – Luca anyja – festő volt. Ő hívta meg a 19 éves József Attilát a műtermébe. Először a festőmamába volt szerelmes, aztán Lucába. Ha kinézünk az erkélyen, akkor látsz két öreg gesztenyefát. A lakóktól, akik itt laknak, szüleik emlékeit közvetítve megtudtam, hogy ezek alatt a régi gesztenyefák alatt ült József Attila is, Gyenes Gitta is. Az Az a szép régi asszony című versben írja: „Azt a szép, régi asszonyt szeretném látni, ismét… Csak látni szeretném őt, nincs vele semmi tervem. Napozva, álmodozva, amint ott ült a kertben. S mint ő maga becsukva, egy könyv van a kezében, s körül nagy, tömött lombok zúgnak az őszi szélben”
Gyenes ebben az időszakban József Attila portréját is megfestette. A Szalon később Gyenesék költözésével az Amerikai úti lakásukban folytatódott.  
1928-ban tagja lett a KUT-nak. Porcelánfestéssel is foglalkozott. 1946 után is voltak kiállításai, azonban már jóval ritkábban. 

### Halála
Halálát szervi szívbaj, szívelégtelenség okozta 73 évesen. Sírja a Kozma utcai izraelita temetőben található.